# 우치마키촌 (나라현)
우치마키촌(内牧村)은 나라현의 북동부 우다군에 속해있던 촌이다. 현재는 우다시 하이바라의 일부이다. 

## 역사
- 1889년 4월 1일 - 정촌제 시행에 의해 우다군 우치마키촌이 성립하였다.
- 1955년 4월 1일 - 하이바라정에 편입해, 소멸하였다.